# Sân bay Malindi
Sân bay Malindi (IATA: MYD, ICAO: HKML) là một sân bay ở Malindi, Kenya.

## Hãng hàng không và điểm đến
| Hãng hàng không    | Các điểm đến                |
| ------------------ | --------------------------- |
| Airkenya Express   | Lamu, Nairobi–Wilson        |
| Fly 540            | Lamu, Nairobi–Jomo Kenyatta |
| Fly-SAX            | Nairobi–Wilson              |
| Jambojet           | Nairobi–Jomo Kenyatta       |
| Kenya Airways      | Nairobi–Jomo Kenyatta       |
| Mombasa Air Safari | Lamu, Mombasa               |